# Hypolimnas dexithea
Hypolimnas dexithea (denominada popularmente, em língua inglesa, Madagascar Diadem) é uma borboleta da família Nymphalidae e subfamília Nymphalinae, encontrada na região afro-tropical e endêmica da ilha de Madagáscar, no sudeste da África. Foi classificada por William Chapman Hewitson, com a denominação de Diadema dexithea, em 1863, de exemplar coletado próximo a Beforona por J. Caldwell. É considerada, sem equívoco, uma das borboletas mais espetaculares de sua região.

## Descrição
De acordo com a descrição de W.C. Hewitson, o lado superior desta espécie é preto, com as asas dentadas e as margens externas com lúnulas e linhas de um cinza-esbranquiçado. A asa anterior é cruzada, obliquamente em seu meio, por uma faixa larga em branco; com, entre esta e o ângulo inferior da asa, duas manchas (uma pequena, tocando a faixa) da mesma cor. Também apresenta quatro pequenas manchas brancas perto do ápice. A asa posterior com a coloração creme, vista por cima, delimitada abaixo por uma faixa de coloração vermelho-atijolado. A base, região costal e as margens exteriores em preto. Lado inferior como acima, exceto na cor. O preto do lado superior está, abaixo, em vermelho-atijolado. A asa anterior tem a margem interna largamente preta. Sua envergadura vai de 9 a 11 centímetros e não apresenta dimorfismo sexual aparente.

## Hábitos e distribuição
Esta espécie pode ser encontrada em floresta tropical e subtropical úmida do lado leste e norte de Madagáscar, e também na floresta seca do oeste da ilha; em regiões como Andasibe, Ranomafana e Amber Mountain. Geralmente permanece no dossel florestal, com seu voo forte e elevado.